# Susegana
Susegana är en ort och kommun i provinsen Treviso i regionen Veneto i Italien. Kommunen hade 11 780 invånare (2018).